# John Raskob
John Jakob Raskob was een bekend Amerikaans zakenman, die rond 1918 investeerde in het noodlijdende General Motors. Ook was het Raskob die een groep investeerders bij elkaar heeft gezocht om de bouw van het Empire State Building mogelijk te maken. Hij was ook penningmeester (treasurer) van de Ridders van Malta.